# Morgan-pálmarigó
A Morgan-pálmarigó (Cichladusa arquata) a madarak (Aves) osztályának verébalakúak (Passeriformes) rendjéhez, ezen belül a légykapófélék (Muscicapidae) családjához tartozó faj.

## Rendszerezése
A fajt Wilhelm Peters német természettudós írta le 1863-ban.

## Előfordulása
Afrika déli részén, Botswana, Burundi, a Dél-afrikai Köztársaság, Kenya, a Kongói Demokratikus Köztársaság, Malawi, Mozambik, Namíbia, Ruanda, Tanzánia, Uganda, Zambia és Zimbabwe területén honos.
Természetes élőhelyei a szubtrópusi és trópusi száraz erdők, szavannák és cserjések, valamint ültetvények és vidéki kertek. Állandó, nem vonuló faj.

## Megjelenése
Testhossza 18 centiméter, testtömege 28-38 gramm.
|  |

## Természetvédelmi helyzete
Az elterjedési területe rendkívül nagy, egyedszáma pedig stabilt. A Természetvédelmi Világszövetség Vörös listáján nem fenyegetett fajként szerepel.